# Aeroportul Municipal Clintonville
Aeroportul Municipal Clintonville (IATA: CLI, ICAO: KCLI, FAA LID: CLI) este un aeroport din Clintonville⁠(d), Comitatul Waupaca, Wisconsin, Wisconsin, Statele Unite ale Americii ce deservește zona Clintonville⁠(d). A fost numit după zona deservită.
Situat la o altitudine de 251 m, aeroportul dispune de 3 piste.

## Infrastructură

### Piste
Aeroportul dispune de 3 piste: 
- pista 04/22 din asfalt, cu dimensiunile 3.812 picioare × 75 picioare
- pista 09/27 din Iarbă, cu dimensiunile 2.002 picioare × 170 picioare
- pista 14/32 din asfalt, cu dimensiunile 4.599 picioare × 75 picioare